# It Had to Be You (brano musicale)
It Had to Be You (in italiano: Dovevi essere tu) è una canzone popolare statunitense, scritta da Isham Jones e Gus Kahn. Fu prodotta e pubblicata per la prima volta in Italia dal musicista e impresario livornese Armando Di Piramo nel 1924, eseguita dall'Orchestra del Cova milanese.
Il brano è divenuto celebre anche per essere il tema principale di Harry, ti presento Sally... (1989), ottenendo il sessantesimo posto all'interno della AFI's 100 Years... 100 Songs, raccolta delle cento canzoni statunitensi che si sono caratterizzate per popolarità, importanza storica e impatto culturale.